# Proctobunoides tuberosus
Proctobunoides tuberosus is een hooiwagen uit de familie Gonyleptidae.